# Daytime Emmy Award
De Daytime Emmy Award is een Amerikaanse televisieprijs voor programma's die voornamelijk in de namiddag op televisie uitgezonden worden. 

## Geschiedenis
De eerste Emmy Awards werden uitgereikt op 25 januari 1949. Doordat programma's die overdag uitgezonden werden, veelal soapseries of spelprogramma's, meestal uit de boot vielen bij de Emmy's, die vrijwel altijd uitgedeeld werden aan programma's die 's avonds op de buis kwamen, werd in 1972 voor het eerst aandacht besteed aan de programma's die overdag verschenen. In de categorie Outstanding Achievement in a Daytime Drama werden The Doctors en General Hospital genomineerd, The Doctors wonnen. 
John Beradino, die al sinds de start van General Hospital in 1963 in die serie speelde vond dat acteurs van dagelijkse soaps meer erkenning moesten krijgen. In 1974 werden dan de Daytime Emmy Awards in het leven geroepen. De ceremonie werd opgenomen in het Rockefeller Center in New York en werd gepresenteerd door Barbara Walters en Peter Marshall. Jarenlang werd het gala in New York gehouden, meestal bij het Radio City Music Hall en occasioneel vanuit Madison Square Garden. In 2006 verhuisde de ceremonie naar het Kodak Theatre in Los Angeles. Na drie edities werd het Orpheum Theatre in Los Angeles de plaats waar de prijzen uitgereikt werden, al was dit maar voor één jaar. Nadat de ceremonie in 2010 en 2011 in Las Vegas plaats vond wordt deze vanaf 2012 jaarlijks uitgereikt vanuit Los Angeles en dit al op verschillende locaties. De kans is klein dat de ceremonie nog terugkeert naar New York omdat alle soaps die voorheen in New York opgenomen werden inmiddels stopgezet zijn. 
Vaak worden dezelfde acteurs genomineerd. Susan Lucci werden tussen 1978 en 1998 18 keer genomineerd voor beste actrice, maar won pas in 1999 bij haar negentiende nominatie. 
Het programma verscheen aanvankelijk ook  in de namiddag op tv, behalve de edities van 1983 en 1984, die niet op de televisie kwamen. Vanaf 1991 werd de ceremonie in primetime uitgezonden. In 2014 werd het programma voor het eerst online uitgezonden, maar een jaar later keerde het terug naar de televisie

### Regels
Om genomineerd te kunnen worden moet het programma regelmatig te zien zijn en tussen 2u en 18u op tv komen en op zijn minst in de helft van het land te zien zijn. Een programma dat meedoet aan de Daytime Awards kan niet in aanmerking komen voor een Primetime Emmy Award of een andere Emmy. Voor spelprogramma's geldt een iets andere regel, zij mogen tot 20u op het scherm komen. Voor programma's die enkel via het internet te bekijken zijn geldt opnieuw de regel dat ze beschikbaar moeten zijn om te downloaden of te streamen in meer dan 50% van het land en ze kunnen ook niet aan zowel Daytime als de Primetime Emmy's deelnemen. 

## Categorieën
Programma
- Beste dramaserie
- Beste digitale dramaserie
- Beste spelprogramma
- Beste praatprogramma (stopte in 2007, hierna werd deze gesplitst in twee aparte categorieën:)
  - Beste praatprogramma – Entertainment
  - Beste praatprogramma – Informatief
- Beste juridisch programma
- Beste ochtendprogramma
- Beste culinair programma
- Beste Entertainment nieuws programma
- Beste special
- Beste musicalprestatie in een programma (2015-2019)

Acteurs
- Beste mannelijke hoofdrol in een dramaserie
- Beste vrouwelijke hoofdrol in een dramaserie
- Beste mannelijke bijrol in een dramaserie
- Beste vrouwelijke bijrol in een dramaserie
- Beste jongere in een dramaserie (vanaf 2020, vervangt onderstaande:)
  - Beste jongere acteur in een dramaserie (1985–2019)<
  - Beste jongere actrice in een dramaserie (1985–2019)<
- Beste gastrol in een dramaserie

Presentatie
- Beste presentator van een spelprogramma
- Beste presentator van een praatprogramma (stopte in 2014, werd dan gesplitst in onderstaande:)
  - Beste presentator van een entertainment praatprogramma
  - Beste presentator van een informatief praatprogramma
- Beste presentator van een lifestyle/culinair programma

Script/Regie
- Regie for een dramaserie
- Script for een dramaserie

Spaans
- Beste ochtendprogramma in het Spaans
- Beste entertainmentprogramma in het Spaans
- Beste talent in het Spaans